# Mario Orozco
Mario Martín Orozco Sánchez (25 de marzo de 1994, Guadalajara, Jalisco, México) es un futbolista mexicano que juega en la posición de Centrocampista. Actualmente milita en el Club Deportivo Guadalajara Premier, de la Segunda División de México.
Debutó con el primer equipo del Guadalajara el 21 de enero de 2014 en un partido contra Leones Negros de la Universidad de Guadalajara en la Copa México. Su primer partido con Coras de Tepic fue el 24 de julio de 2015, contra Murciélagos FC. De 2017 a 2018 militó en el Club Atlético Zacatepec. Actualmente es jugador del  Club Deportivo Guadalajara Premier con el número 82 en la Segunda División de México.

## Clubes
| Club                               | País   | Año         |
| ---------------------------------- | ------ | ----------- |
| Club Deportivo Guadalajara         | México | 2014 - 2015 |
| Coras de Tepic                     | México | 2015 - 2017 |
| Club Atlético Zacatepec            | México | 2017 - 2018 |
| Club Deportivo Guadalajara Premier | México | 2018 - 2019 |
| Alebrijes de Oaxaca                | México | 2019 -      |

### Títulos nacionales
| Título     | Club      | País   | Año  |
| ---------- | --------- | ------ | ---- |
| Ascenso MX | Alebrijes | México | 2019 |